# Victor Heringer
Victor Doblas Heringer (Rio de Janeiro, 27 de março de 1988 – Rio de Janeiro, 7 de março de 2018) foi um romancista, tradutor, cronista e poeta brasileiro agraciado com o Prêmio Jabuti, célebre pelos romances Glória (2012) e O Amor dos Homens Avulsos (2016).

## Biografia
Victor Doblas Heringer nasceu em 27 de março de 1988, em meio a uma família de ascendência alemã, no bairro de São Cristóvão, Rio de Janeiro, mas foi criado em Nova Friburgo. Formado em Letras pela UFRJ, antes de tornar-se autor publicado trabalhou no Instituto Moreira Salles e na Fundação Casa de Rui Barbosa, após ter conseguido uma bolsa para esta última. Entre 2014 e 2017 manteve uma coluna na revista Pessoa, também periodicamente escrevendo para a revista pernambucana Continente, entre várias outras.
O romance de estreia de Heringer, Cidade Impossível, saiu pela Editora Multifoco em 2009, sendo seguido pela coletânea de poemas Automatógrafo, de 2011. No ano seguinte publicou seu segundo romance, Glória, sobre "um artista plástico à procura de uma mulher impossível", que foi criticamente aclamado e pelo qual recebeu o prestigioso Prêmio Jabuti em 2013. O terceiro romance de Heringer, O Amor dos Homens Avulsos, foi publicado em 2016 pela Companhia das Letras e conta a história "de dois garotos que se apaixonam, mas têm sua paixão interrompida por uma tragédia"; foi indicado ao Prêmio Rio de Literatura, ao Prêmio São Paulo de Literatura e ao Prêmio Oceanos. Ele afirma que o bairro carioca fictício do Queím, no qual o romance se ambienta, foi inspirado pelo bairro verdadeiro de Del Castilho, onde costumava visitar a avó quando criança, e também por suas lembranças da Zona Norte do Rio como um todo.
O último trabalho de Heringer a ser publicado por ele ainda em vida foi uma tradução para o português das memórias de Loung Ung, First They Killed My Father (2000), lançadas no Brasil em 2017 pela HarperCollins. No mesmo ano, foi incluído na lista dos "UNDER 30 em Literatura" da Forbes Brasil, e um de seus poemas apareceu na antologia É Agora como Nunca, editada pela cantora Adriana Calcanhotto.
Por grande parte de sua vida Heringer lutou contra a depressão. Em 7 de março de 2018, três semanas antes de completar 30 anos de idade, foi encontrado morto próximo a seu apartamento em Copacabana após um aparente suicídio por precipitação. Em 9 de junho de 2018, sua editora, a Companhia das Letras, anunciou que, para prestar-lhe tributo, relançaria todas as suas obras; alguns meses antes já haviam eles reeditado o romance Glória, e um volume de sua poesia completa, contendo textos inéditos e originalmente com lançamento previsto para 2019, eventualmente saiu em 2024. Em uma de suas últimas entrevistas, datada de outubro de 2017, alegou ele estar trabalhando num quarto romance, programado para ser lançado em meados de 2018 e inspirado por suas viagens pela América do Sul, Índia e Indonésia, mas não se sabe se chegou a concluí-lo antes de morrer.
Uma coletânea póstuma contendo setenta crônicas de Heringer, Vida Desinteressante, saiu pela Companhia das Letras em 2021; foi indicada a mais um Prêmio Jabuti no ano seguinte. Uma tradução para o inglês de O Amor dos Homens Avulsos foi publicada pela Peirene Press em 11 de julho de 2023, seguindo uma tradução anterior para o italiano pela Safarà Editore. A tradução inglesa foi uma finalista do John Leonard Prize de 2023, concedido pelo National Book Critics Circle.